# Mantell (roba)

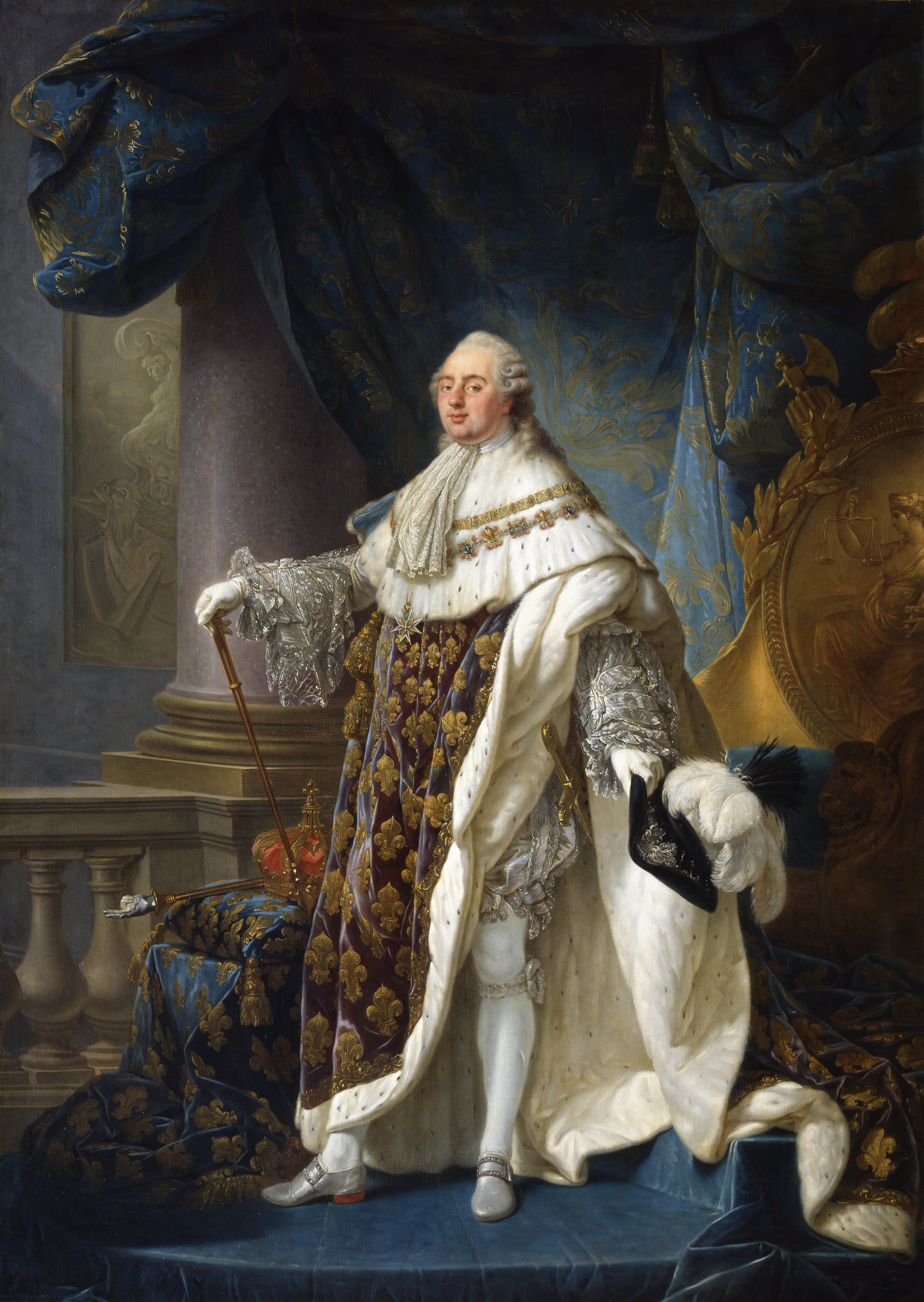
Lluís XVI de França amb mantell reial, insígnia de poder (1779).

Un mantell és una peça de roba en forma de capa subjecta al cap o a les espatlles.
Els mantells, com els vestits, són un aspecte destacat dels costums de les cultures a tot arreu i a totes les èpoques d’ençà de la prehistòria. Des dels seus orígens més llunyans, el vestit no ha tingut com a única finalitat protegir la persona de la intempèrie. Amb el naixement d’una vida social organitzada, apareixen unes jerarquies més o menys desenvolupades i la necessitat d’afirmar i l’ostentar la posició de l’individu en l’escala jeràrquica i els seus vincles socials a través del vestit. Ja a l’antiguitat i encara més a l’edat mitjana i fins als nostres dies, certes peces (la capa i la toga, per exemple) o certs colors (el porpra) i més endavant algunes varietats de pell (la d’ermini), alguns ornaments (els galons) són símbols de reialesa o de poder.
En general, un mantell que cobreix tot el cos formant ròssec, o cua que s'arrossega, sol ser insígnia del poder reial o d'un orde militar.
Alguns tipus de mantells diferenciats són la mantellina, l'abrigall, el barnús, la lacerna, el pal·li, la toga o el xal de Caixmir.
És usual en la iconografia religiosa de les marededeus, sobretot en escultura i pintura.
Als països catalans, en l'actualitat, es porta en alguns vestits tradicionals de balls i danses populars, com per exemple al ball de gitanes i a la gala.

## Evolució històrica

### Prehistòria

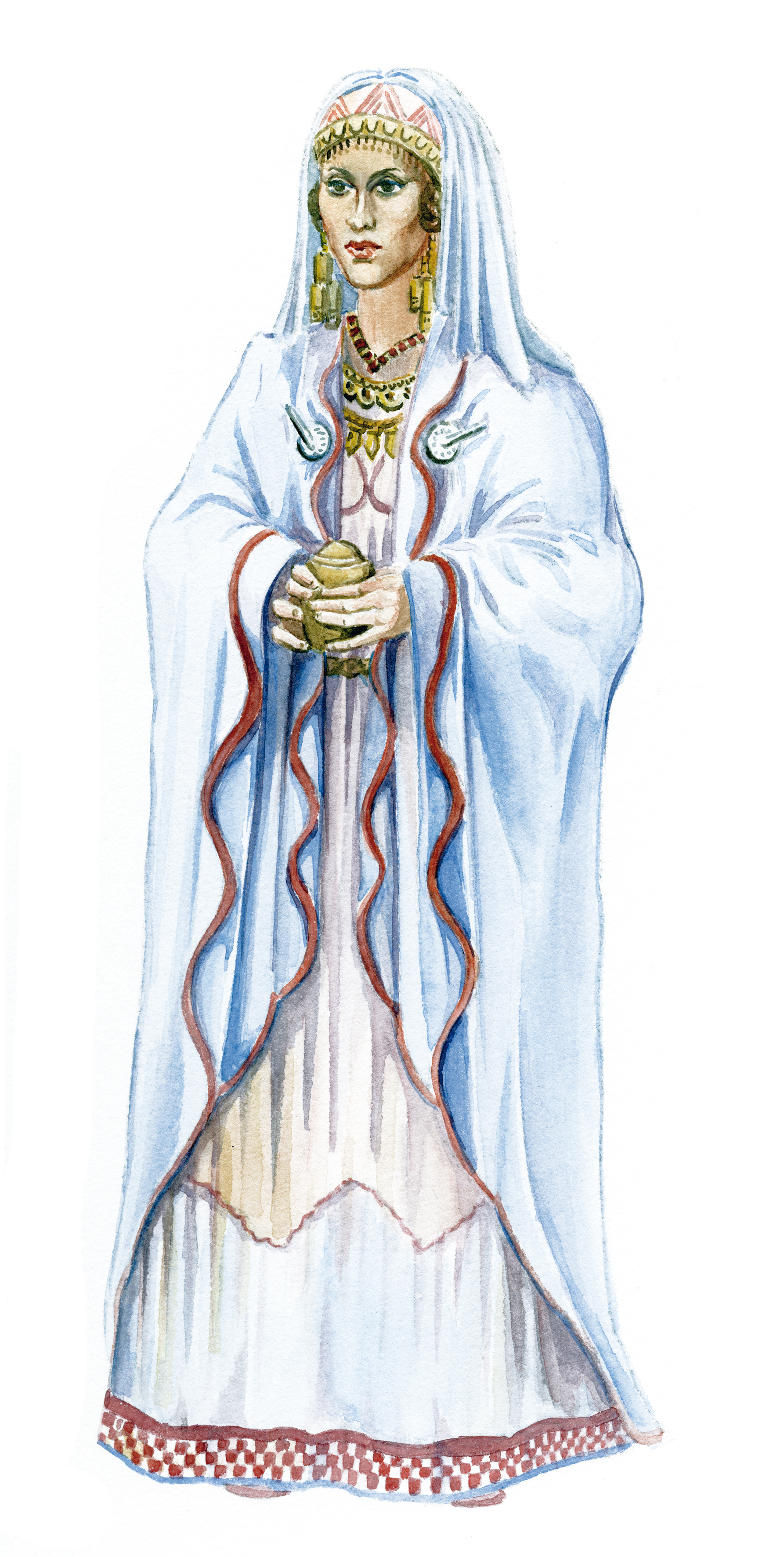
Reconstrucció d'una dama ibera (segles V-IV aC). Il·lustració de F. Chiner del Museu de Prehistòria de València. La indumentària de les dones iberes era constituïda per una túnica que sempre arribava fins els peus. El cap el cobrien amb un vel. Com passava amb els homes, el mantell era la part més important i, segurament, la més luxosa.

De la prehistòria, l'arqueologia ens proporciona poques evidències del vestit. Disposem de pintures rupestres, com les conegudes del Cogul (Garrigues) o del Barranc de la Valltorta (Maestrat), on veiem homes despullats i dones amb faldilles ajustades a la cintura que arriben fins al genoll. Poques evidències; sabem que s'abillaven, es decoraven el cos i es posaven penjols i collarets. Poca cosa més. El desenvolupament de l’agricultura i de la ramaderia aportà les primeres matèries: el lli i, probablement més tard, la llana
Els pobles ibers són ja societats plenament estratificades socialment i on l'aristocràcia marcaven la seva superioritat amb la qualitat de la indumentària, els teixits i, segurament, els colors. Per exemple, els mantells vermells o d'altres colors eren d'ús exclusiu de l'aristocràcia. Pel que fa al gènere, el mantell era una peça d'abrigar per a homes i dones que els ibers portaven sobre una túnica. Era la peça principal del seu vestit, era de forma rectangular i manufacturat amb molta roba. Per als moments de més fred el mantell cobria tot el cos, fins i tot podia tindre caputxa. Tant els mantells com les túniques s'arreplegaven a l'altura del muscle o es tancaven en l'escot, amb una agulla que es denomina fíbula. El mantell podia estar fet de lli o de drap. Els faraons egipcis portaven un mantell al cap, cobrint el cabell i que va per darrere de les orelles: es diu klaft.

### Edat Antiga

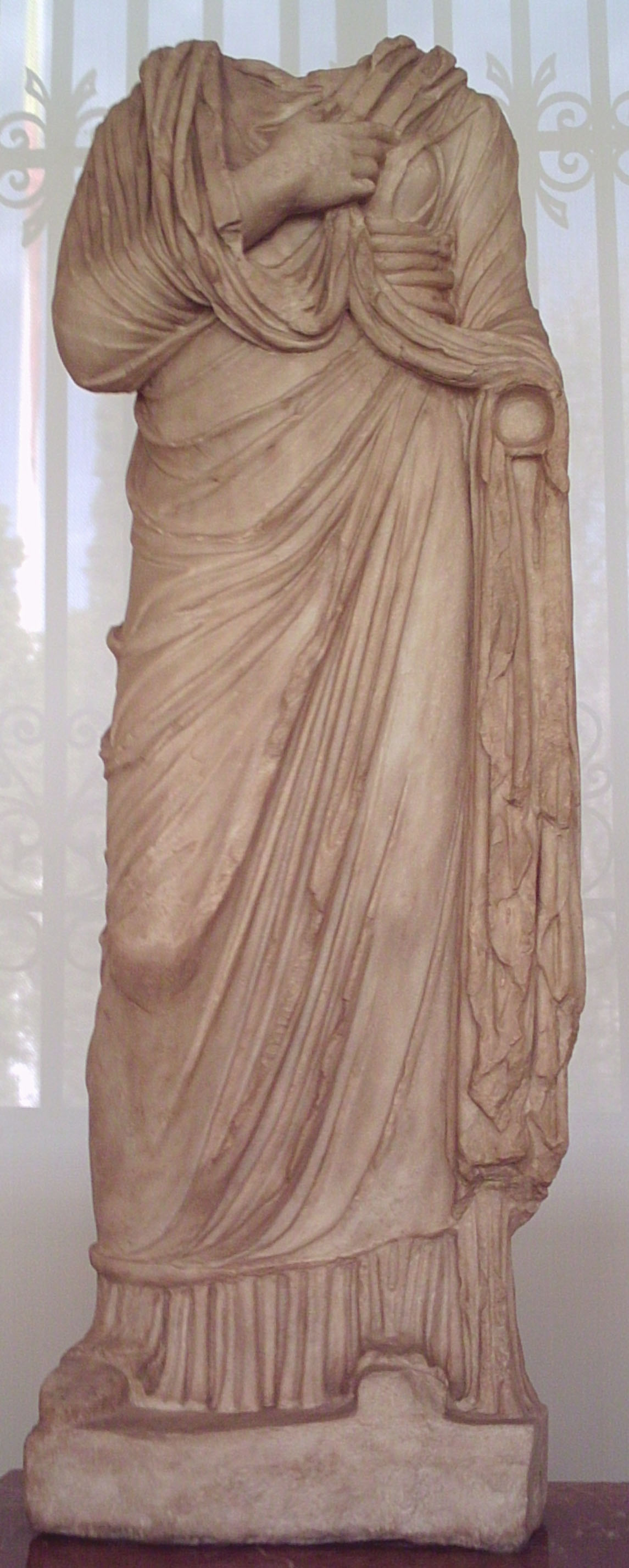
Estàtua femenina romana que representa una dona amb túnica i mantell (palla), d'abundants plecs, que li embolica tot el cos, trobada a Medina-Sidonia (Cadis, Andalusia), actualment al Museu Arqueològic Nacional de Madrid

El mantell era molt habitual a la vestimenta de l'edat antiga. En aquesta època era la peça més important del vestit, cobria el cap, i la cara interna de la peça, que era la zona que quedava més propera a la cara, tenia gran importància.
A l'antiga Grècia era habitual posar-se un mantell per sobre de la resta de roba en sortir de casa. Els genets i els joves en duien un de curt que es diu clàmide i que es cordava sobre una part de l'espatlla. Quan feia fred duien un mantell molt més llarg, l'himatió. Les dones portaven un mantell llarg fins als peus que es coneixia amb el nom de peple. Amb el temps, sobretot als estaments acomodats, els teixits es van anar fent cada cop més refinats, com per exemple, de seda.
La indumentària a l'antiga Roma fou en general una derivació de la grega, el mantell romà tenia complicacions noves i va passar a dir-se toga. Les dones riques s'embolicaven amb la palla, una peça molt gran de teixit de forma quadrangular o rectangular que demanava molta destresa i que se subjectava amb una fíbula.
A la Bíblia hom descriu la gent d'Israel amb mantell, els homes agafat a l'espatlla amb una fermall circular de metall i les dones un d'ample, que de vegades cobreix tot el cos des del cap.

### Edat mitjana
Els mantells a l'Europa medieval eren molt habituals, ja que tenien gran importància les peces de vestir que es portaven sobre la roba, no només per a abrigar-se sinó també a l'estiu. També era molt habitual que les dones s'ornamentessin el cap amb lligadures. Pel fet de ser peces més exteriors eren les peces que concentraven major ornamentació i riquesa de la indumentària. Presentaven diverses formes i podien ser mencionades amb diversos mots, però de totes aquestes peces exteriors el mantell és el més esmentat als documents escrits. El mantell estava molt generalitzat en homes i dones de totes les classes socials, i se sap que en aquesta època hom podia cobrir-se el cap amb ells. Al segle xiii estaven cordats a les espatlles però més endavant es corden davant, per mitjà de cordons, fermalls, teixells o afiblalls. Els pobres i els que feien penitència els portaven de burell gruixut i els més luxosos eren de drap d'or, però podien ser d'altres teixits. Estaven folrats amb pell o amb sendal, el folre podia estar molt ricament ornamentat i fins i tot ser més important que l'exterior. A l'època medieval els homes i dones d'altres pobles europeus, anglosaxons i carolingis, per exemple, també vestien mantells.
La Rus de Kíev va ser el primer estat eslau oriental, dirigit des de la ciutat de Kíev des d'aproximadament 880 fins a mitjan segle XII, on les grans personalitats van adoptar les clàmides romanes d'Orient.
Els nobles i guerrers d'elit de l'Imperi asteca portaven un tilmàtli; un mantell o capa que va ser emprat com a símbol del seu estatuts superior. Els tilmàtlis més elaborats i colorits estaven estrictament reservats per als grans sacerdots de l'elit, emperadors; i els guerrers àguila, així com els guerrers jaguar.

### Edat Moderna

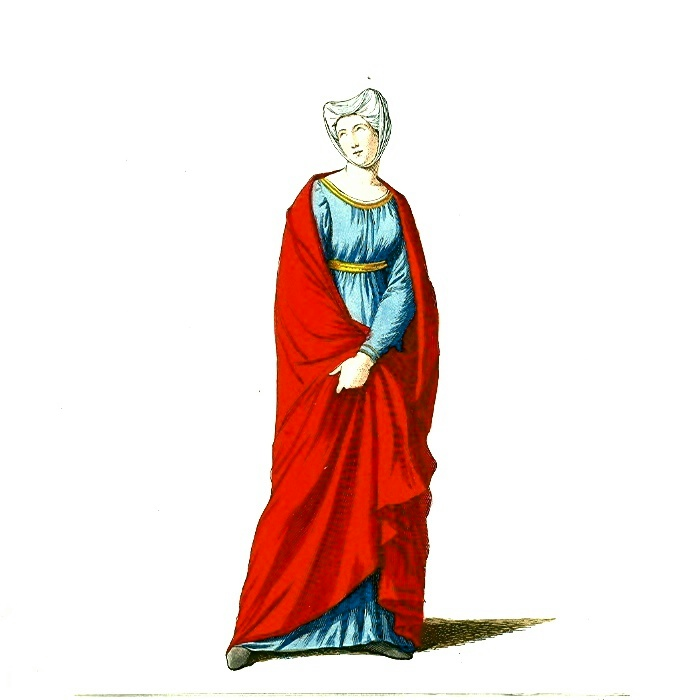
Il·lustració d'una dona amb vestits renaixentistes de Paul Mercuri a "Costumes Historiques" (París, vers l'any 1850 o 60).

El Renaixement va significar el reconeixement del valor preuat dels individus. En relació els vestits son rics, fastuosos, plens de sedes de colors i plomes. Ells vestits masculins de principis de l'edat moderna eren una evolució del vestit curt medieval, amb camisa, mitges de colors, juga, mantell i capell amb plomalls. en les dones la roba ja modifica el cos i el mantell passà a ser ornamental. Però a mesura que ens anem endinsant en els temps moderns, i es produeix l'hegemonia de l'Imperi hispànic, segle XVI, els vestits canvien: s'estenen noves modes com les gorgeres i encoixinats amb estrips, la cotilla amaga els pits, la crinolina geomatitza les faldilles i el color tendeix cap al negre com a la cort de l'emperador Carles V. El segle xvii, el pas del poder de la cort castellana a la francesa també passà en el vestit i els mantells passen a ser de colors vius.
A Menorca, al segle xviii el mantell s'utilitzava per a abrigar-se en les ocasions especials, mentre que per a cada dia solien portar mantellina. Al segle xix el mantell menorquí (i la mantellina) van passar a convertir-se en ornaments elaborats amb teixits prims i transparents. Solien dur la cua embolcallada i per completar l'abillament del cap es posaven un floc davall les barres.

### Edat contemporània

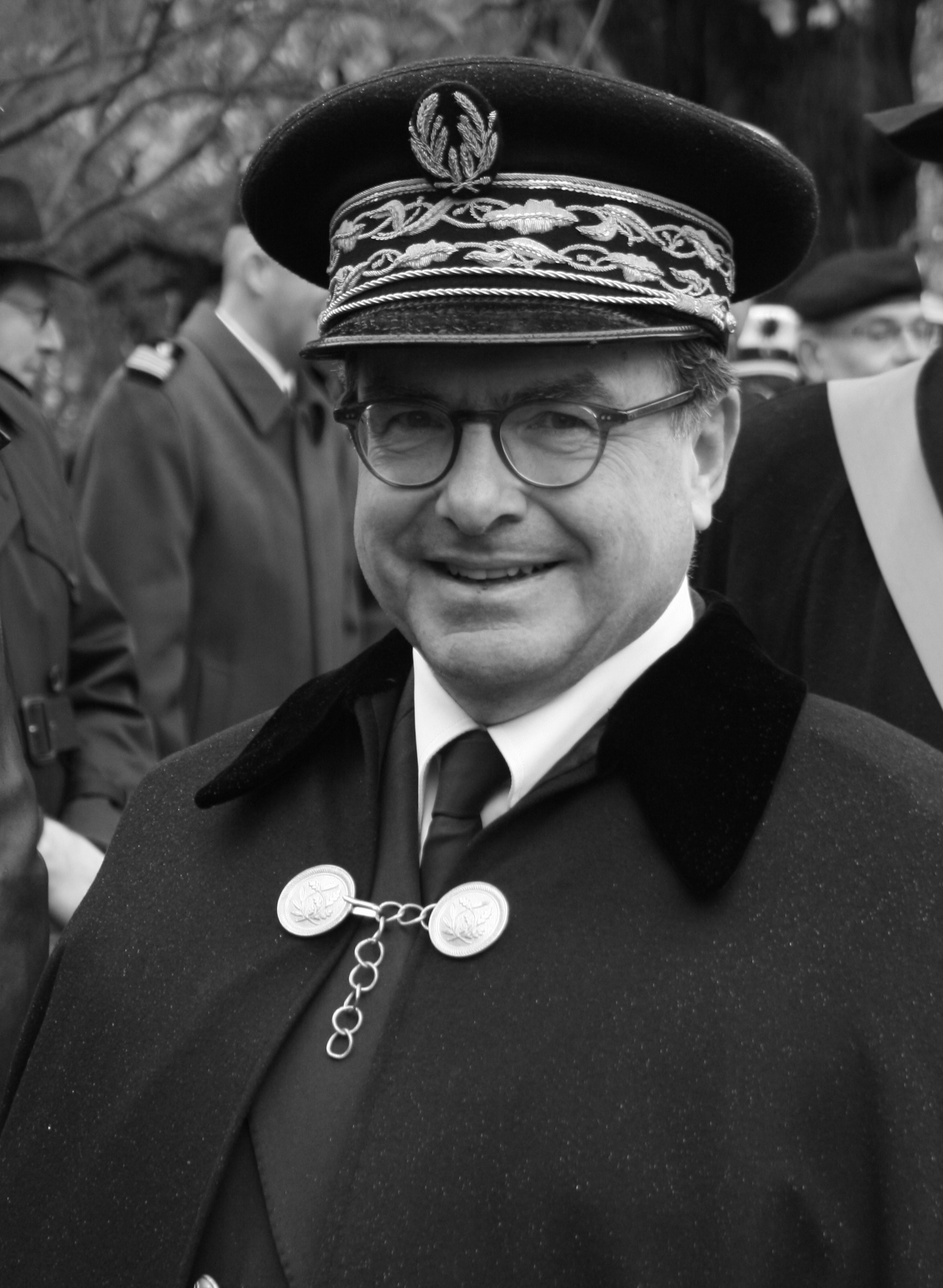
El prefecte francès Pierre-Étienne Bisch amb mantell (2012).

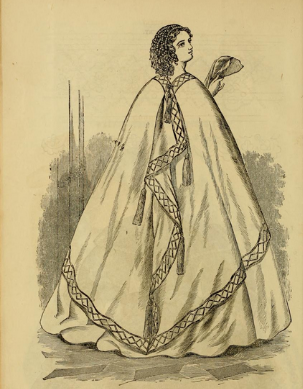
Aquest mantell es va dibuixar el 1861 a la coneguda com a Godey's Magazine and Lady's Book, una revista nord-americana per a dones publicada a Filadèlfia entre 1830 i 1878. Va ser la revista més popular en el primer període de la Guerra Civil Americana.

Amb l'arribada de la Revolució Francesa i la Revolució Industrial en pocs anys canviaran tots els gustos en indumentària. La indústria va produir teixits suaus, càlids i lleugers en grans quantitats, va millorar la comoditat de la roba i la seva capacitat protectora del fred, van afavorir les tendències modernes de la roba masculina, que va començar a ser més pràctica i funcional. Mentre la Revolució Francesa va comportar una transformació radical dels valors: la noblesa ja no tenia el privilegi de dictar les lleis en matèria de moda, serà la manera de vestir dels burgesos la que marcarà la pauta a tot Europa. Els mantells passen a tenir una funció d'insígnia de poder en els homes, mentre que les dones es va estendre l'ús de xals i grans mocadors.
A finals del segle xix, a Europa, els mantells de les dones, similars als xals, solien portar colls medici fins a les orelles, que se sostenien amb filferros. Se'ls posaven per sortir a l'aire lliure. Els homes no en portaven.
Actualment, a França, el mantell encara forma part de l'uniforme del prefecte i del vestuari dels membres de l'Académie française. També forma part de la roba litúrgica a l'Església. I periòdicament torna com a complement de moda per actes de cerimònia amb diferents colors i teixits buscant enfatitzar estils sofisticats i individualitzats; per exemple, a principis de la primera dècada d'aquest segle, diverses marques (Chloé, Marni, Mulberry o Givenchy) la van integrar en les seves col·leccions.
Sovint els veiem ara en novel·les, pel·lícules, còmics o sèries de fantasia. Per exemple, l'actor Bela Lugosi en el seu paper de Dràcula per a la versió cinematogràfica d'Universal Studios de 1931, va conservar el mantell com a part del seu vestiti, gràcies al seu èxit, van arribar a ser present en gairebé totes les representacions del comte Dràcula. Els mantells de fantasia sovint són màgics i poden arribar a concedir a la persona que el porta el do de la invisibilitat com en la sèrie de Harry Potter de J. K. Rowling. També és usat pels membres de la Germandat de l'Anell a El Senyor dels Anells per J. R. R. Tolkien, encara que en lloc d'atorgar una invisibilitat completa, aquests mantells fets per Elf canvien a algun color natural (com verd, gris, marró) per ajudar-lo a barrejar-se amb l'entorn. En les històries de còmics de Marvel i en l'univers cinematogràfic de Marvel, el bruixot Doctor Strange s'associa amb un mantell màgic que permet que levita i té altres habilitats màgiques o el Doctor Strange l'utilitza com a arma.